# ラ・テュルバル
ラ・テュルバル （La Turballe）は、フランス、ペイ・ド・ラ・ロワール地域圏、ロワール＝アトランティック県のコミューン。歴史的なブルターニュの一部である。

## 地理

県におけるラ・テュルバルの位置

ラ・テュルバルは、ゲランド半島の、大西洋に面した沿岸に位置する。ゲランド北西7km、サン＝ナゼールの北西20kmに位置する。エルワン・ヴァレリーが行ったブルターニュの地方区分によると、伝統的な地方区分ではブリエールに属し、歴史的な地方区分ではペイ・ナンテに属する。
コミューンは全長11kmに及ぶ砂浜を持つ。港の北部は、入り江が点在する岩がちな様相である。港の南部は、ラド・デュ・クロワジック（一部は背景に砂丘とペン・ブロンの森が支える）沿いに長い砂浜が伸びる。

### 自然保護
- ペン・ブロン岬 - ペン・ブロンはかつて島であったが、砂州が生じて本土とつながった陸繋島である。動植物相生態学自然保護区（fr）のカテゴリ1にpointe de Pen-Bron, marais salants et coteaux de Guérandeの名称で面積38.39平方kmが1991年より登録されている[2]。ペン・ブロン砂丘地帯はEspace naturel sensible（fr）に登録されており[3]、トレ・デュ・クロワジック（クロワジック半島とペン・ブロン半島で囲まれた内海）やゲランド塩田（fr）とともにナチュラ2000に登録されている[4]。

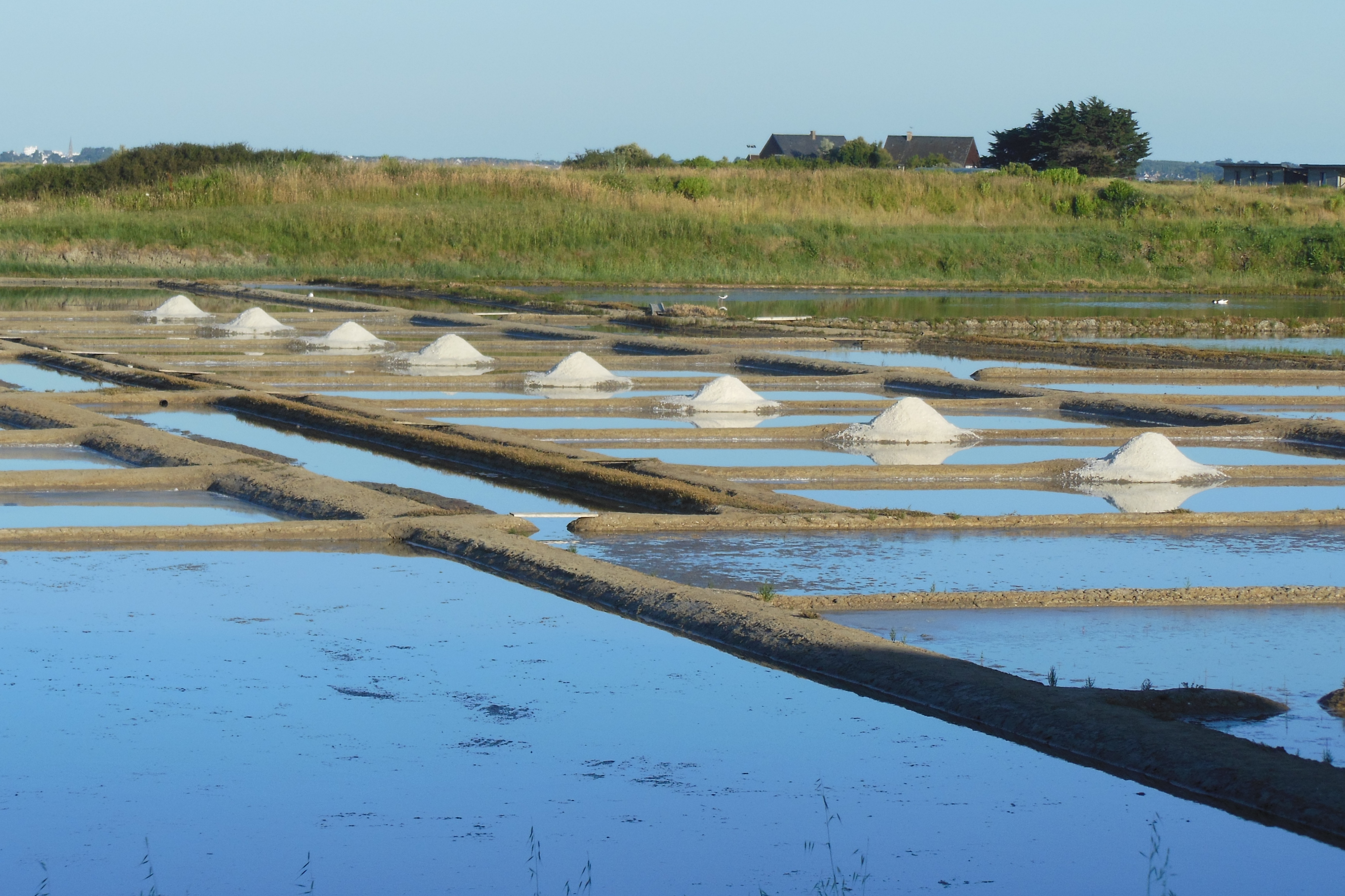
ペン・ブロン岬からランクリの間にある塩田
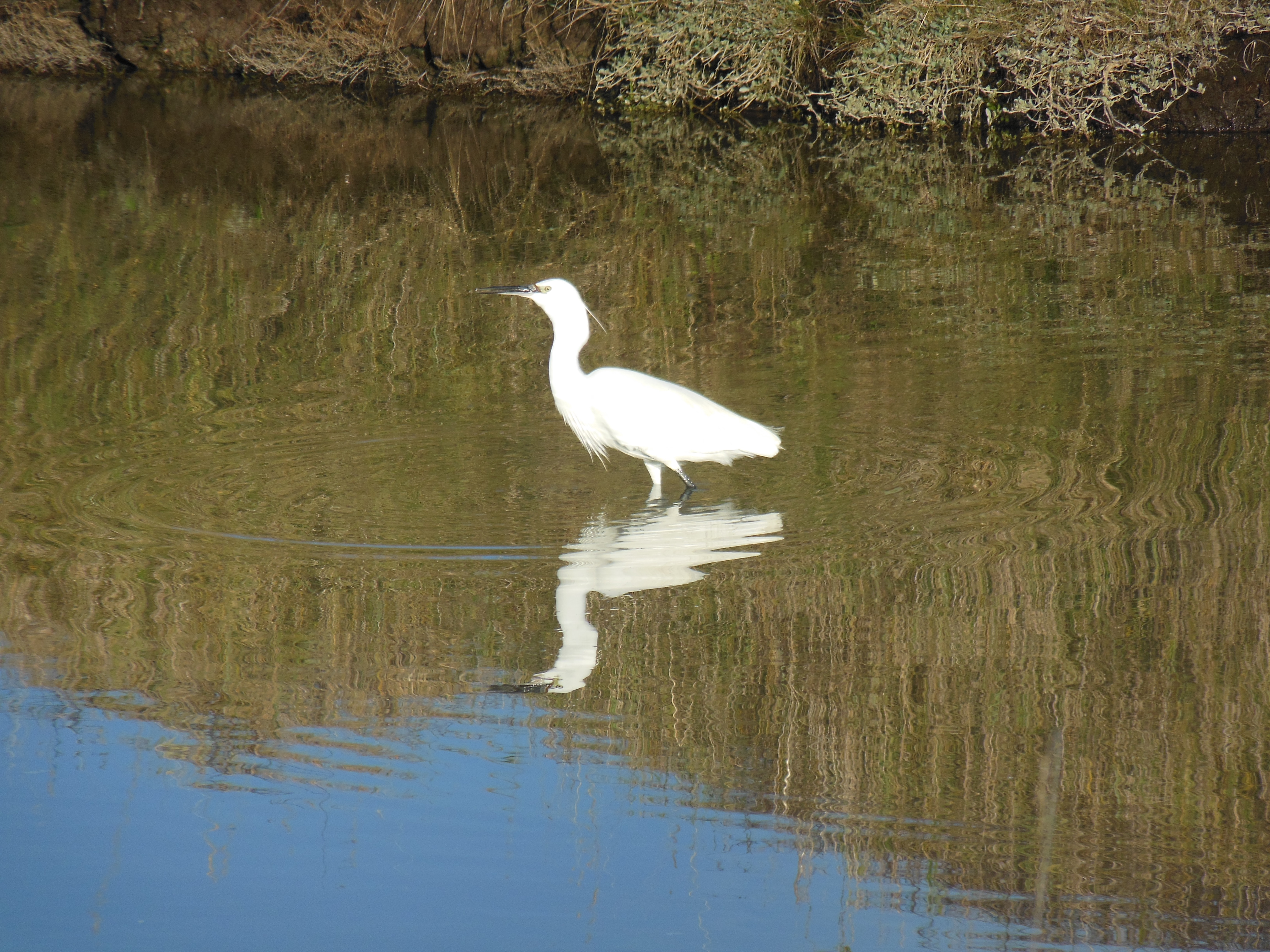
ラ・テュルバルの塩田にいるコサギ
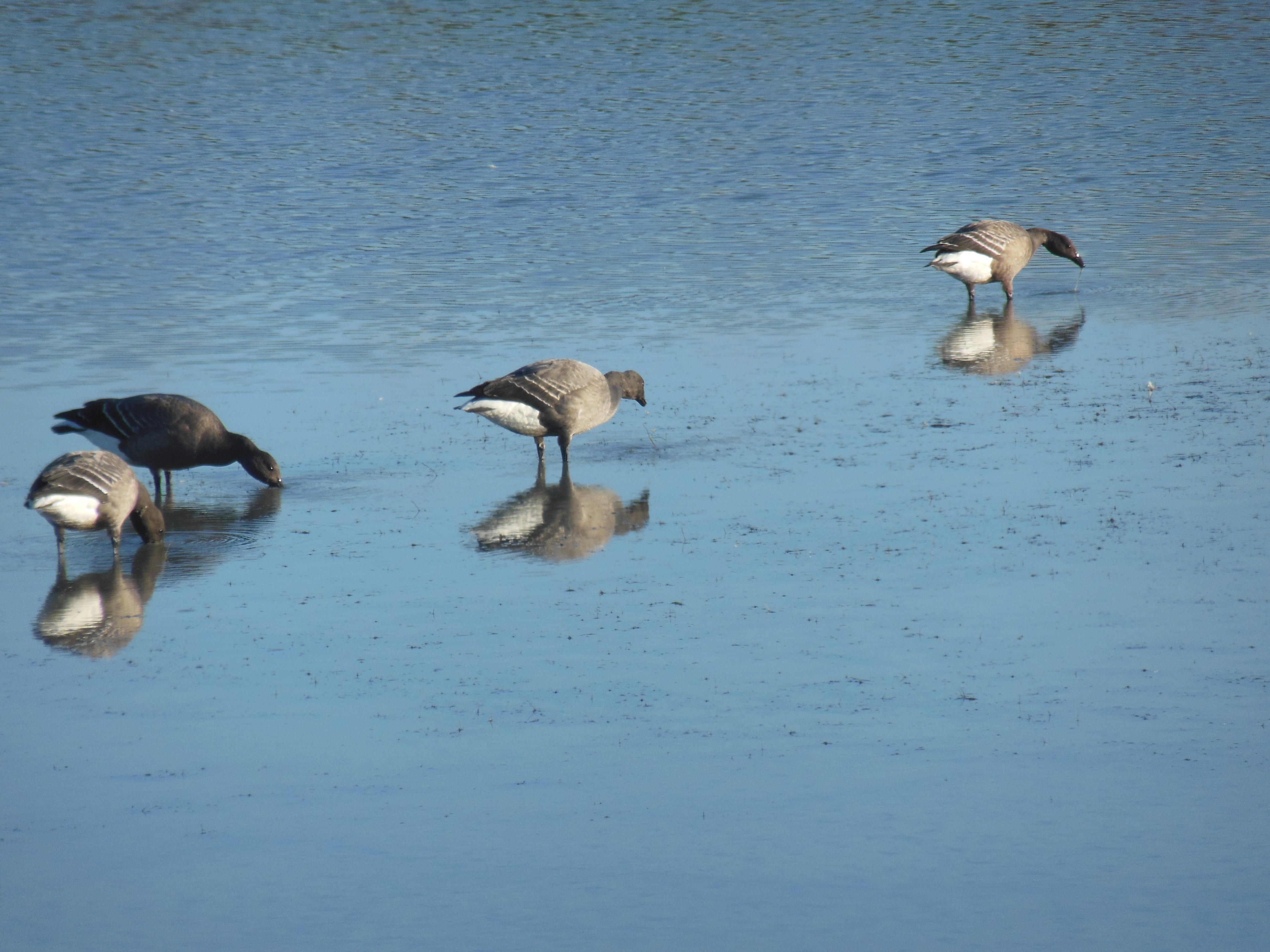
塩田にいるコクガン
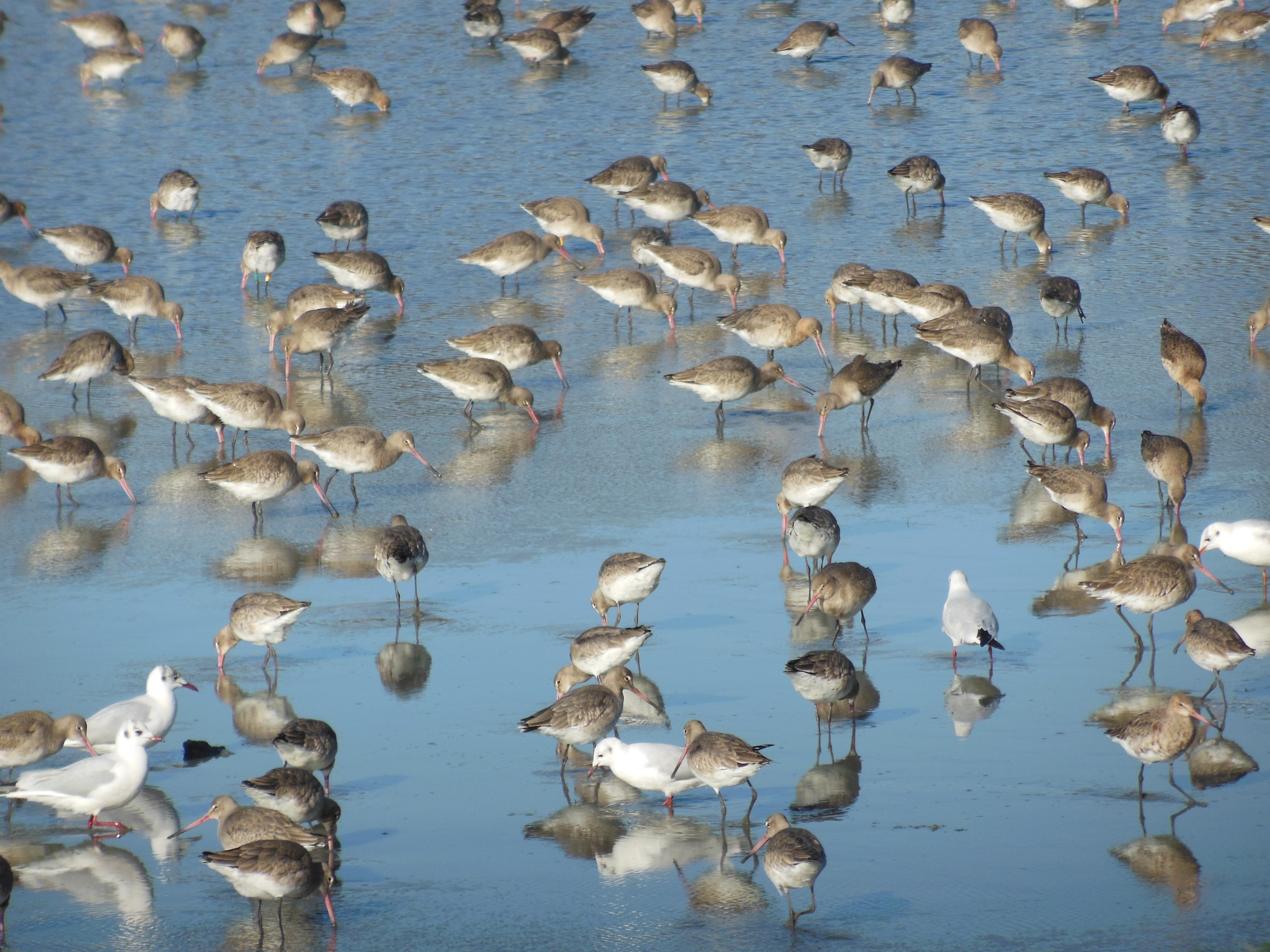
トレヴァリの塩田で越冬する鳥たち

- トレ・デュ・クロワジック

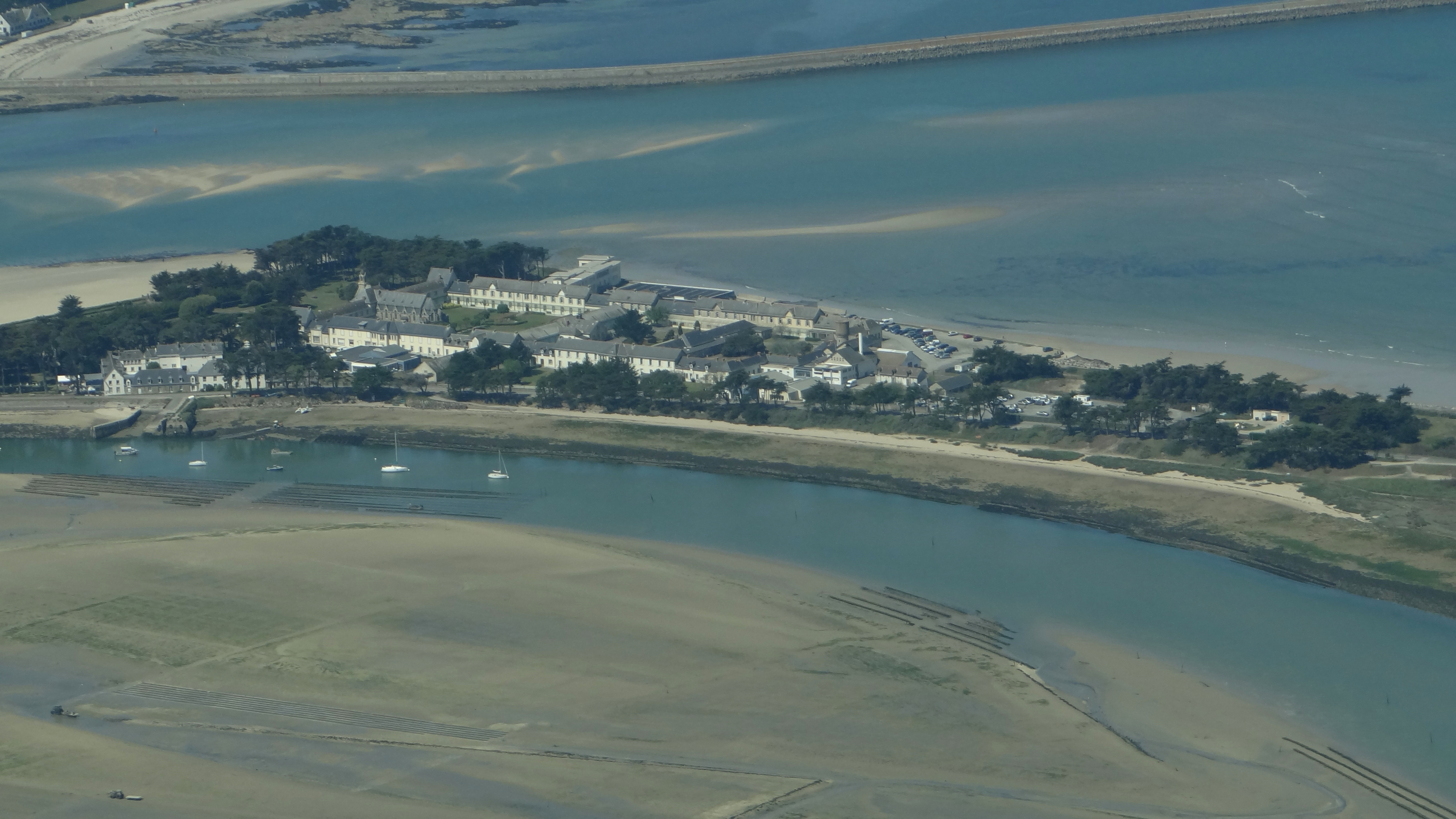
空から見たペン・ブロン岬
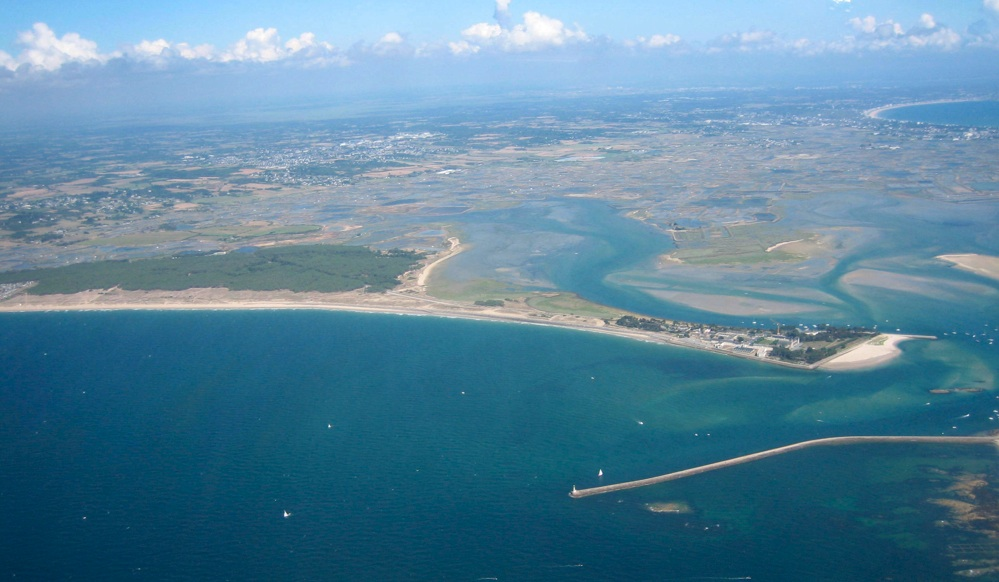
ゲランド塩田湿地帯西側から眺めた写真。ペン・ブロンは写真の中央に水平に写されている

## 歴史

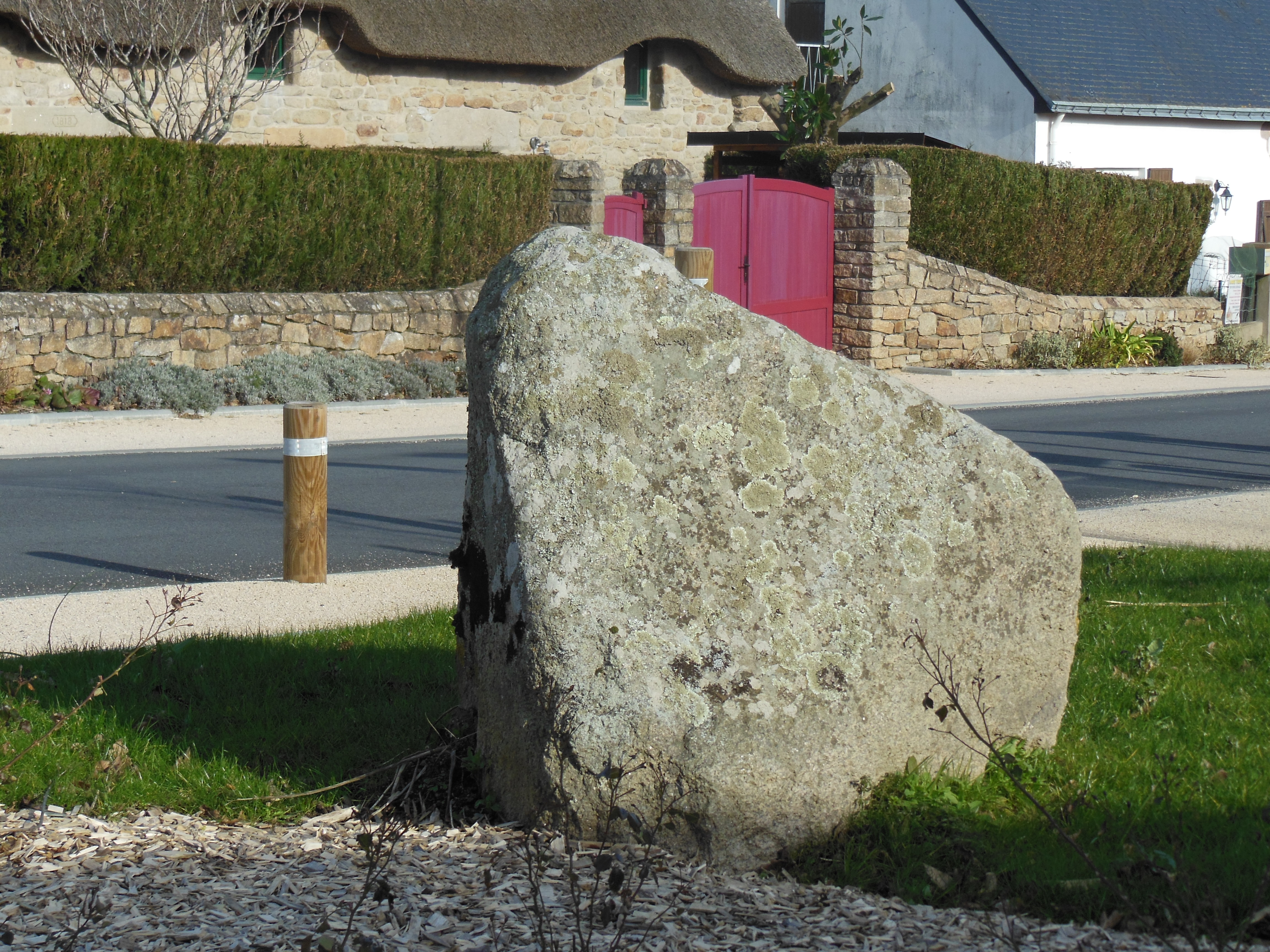
コワペアンの巨石記念物

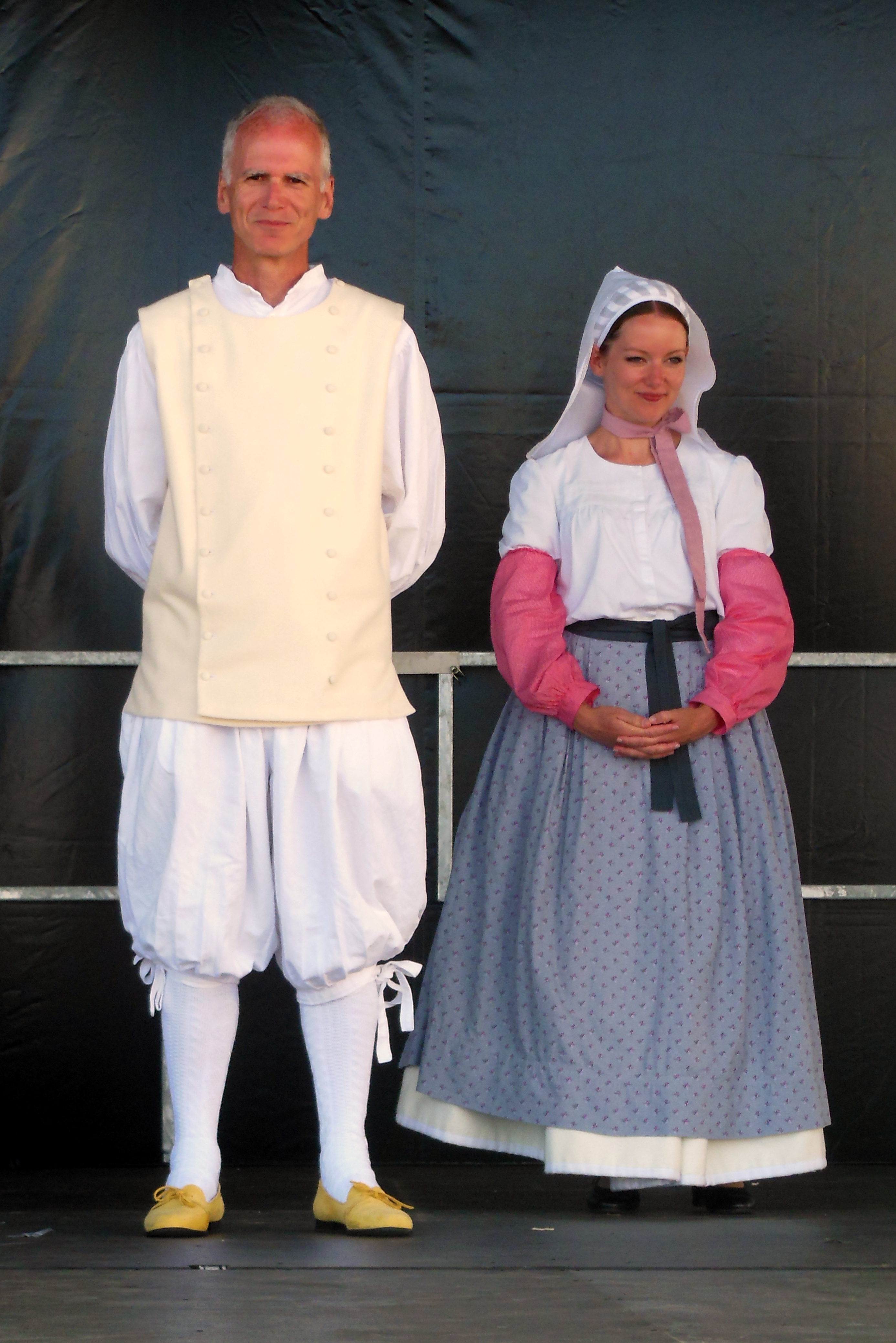
伝統的衣装を身につけたトレカランの男女

巨石記念物や刻まれた石が、現在もブランデュ、コワペアン、ケヴォデュエ、トレヴァリなどの集落や地区で目にすることができる。これらは先史時代からこの地に人が定住していた証拠である。その後、中央ヨーロッパからやってきたケルト人たちが定住した。
ローマによるガリア征服に伴い、国が形作られた。ガロ＝ローマ文明最初の通信の痕跡は、ゲランドからピリアックまでの道や、ブレエ、トレカラン、ロヴェルニャック、サン・セバスティアンを通じた道に残っている。ローマ時代のヴィッラ遺跡や、農業用ドメーヌの跡は、経路沿いの小さな装置のように壁状になっていて今も見られる。これはおそらく、当時ゲランド最古の塩田、そしてたとえ正式な証拠が証明されずとも、ピリアックのスズ鉱山、ラ・ゴヴェルの銅鉱山がつくられていたことを意味している。ローマ帝国の衰退は経済の崩壊や行政の混乱につながった。
6世紀、侵略者たちによって圧迫されたブルトン人たちがヴィレーヌ川を越えてゲランド半島へ定住した。コミューンの名にブルトン語からの影響が見られるのは、こうした時代があった証拠である。新参の住民たちは荒地の辺境へやってきた。ラ・テュルバルの地で、彼らは標高の高い丘に家を建て、資材に花崗岩を使用した。こうして乏しい農耕地を保存したのである。彼らは井戸やかまどの周りを生活の場として、家族で集まって暮らした。こうした集団がブルトン語の名で集落や村と呼ばれるようになった。彼らは農業を復活させ、塩性の湿地の利用を復活させた。
11世紀半ば、ルドンにあるサン・ソヴール修道院は、その絶頂時に、ブランデュの土地を所有し、ペン・ブロンとトレヴァリにある塩田の運営をしていた。
ラ・テュルバルの記載が初めて見つかるのは1452年の文書においてである。当時は町ではなく、海岸と本土の間に点在する集落の総称としてであった。中心となるトレカランは海岸を見下ろす丘の上にあった。ラ・テュルバルはこの時代に、ゲランドの領地管理や信仰に従っていたのである。
1505年、ペイ・ゲランデに好意を持っていたブルターニュ公アンヌ・ド・ブルターニュは、フルール・ド・リスと同じデザインの3つの冠を提供している。この冠は何世紀もの間、ペイ・ブランの花嫁たちが頭にかぶった。ゲランドは黄金の冠、サイエ（現在はゲランドの一部）は銀の冠、トレカランは金色の銅の冠であった。ゲランドとサイエの冠はフランス革命時代に失われてしまったが、トレカランの冠は今も存在し、19世紀に復元されている。
ブロガールの十字架は16世紀に建てられた。

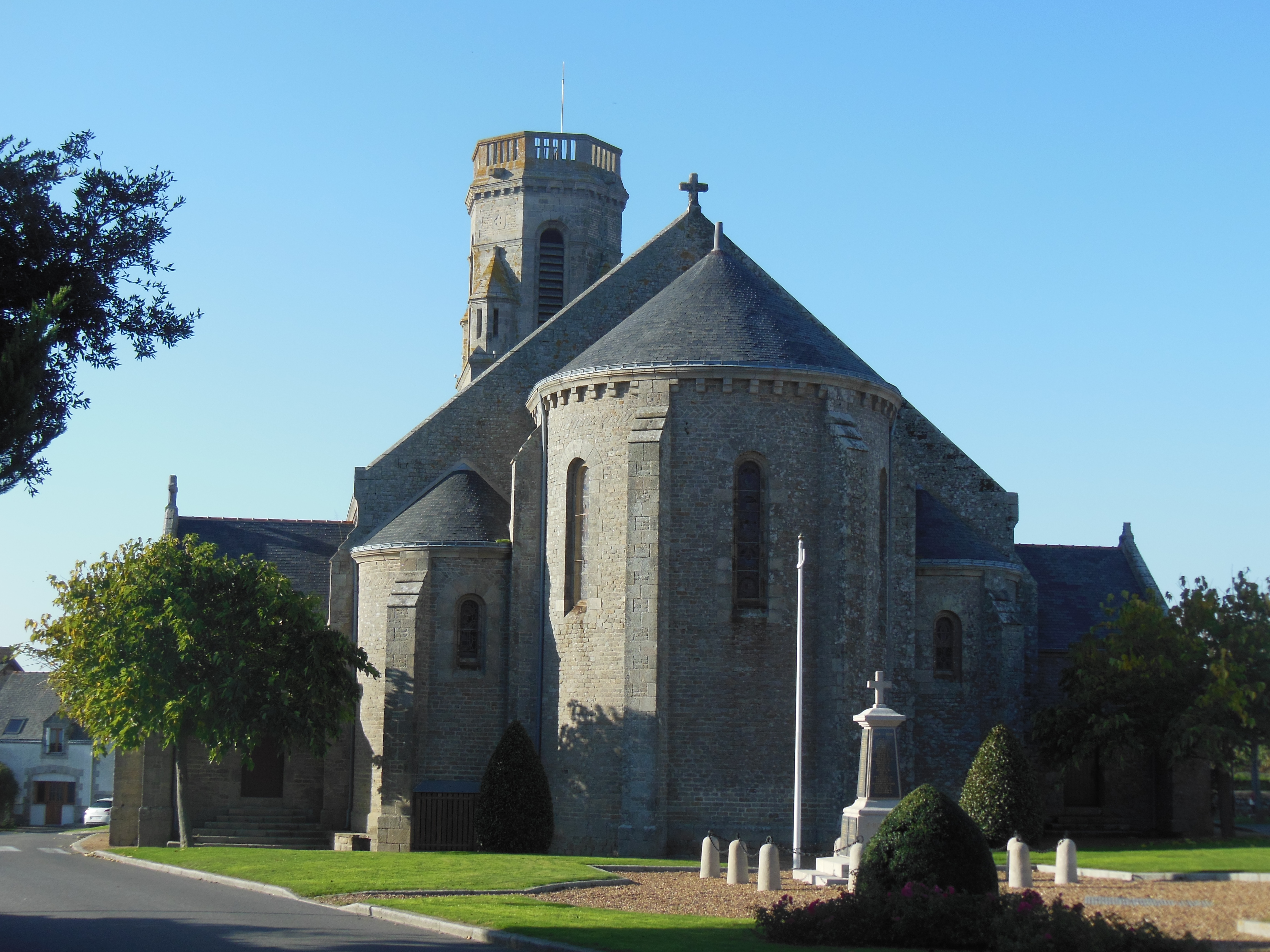
トレカランのノートルダム・ド・ラ・ミゼリコルド教会と、鐘楼
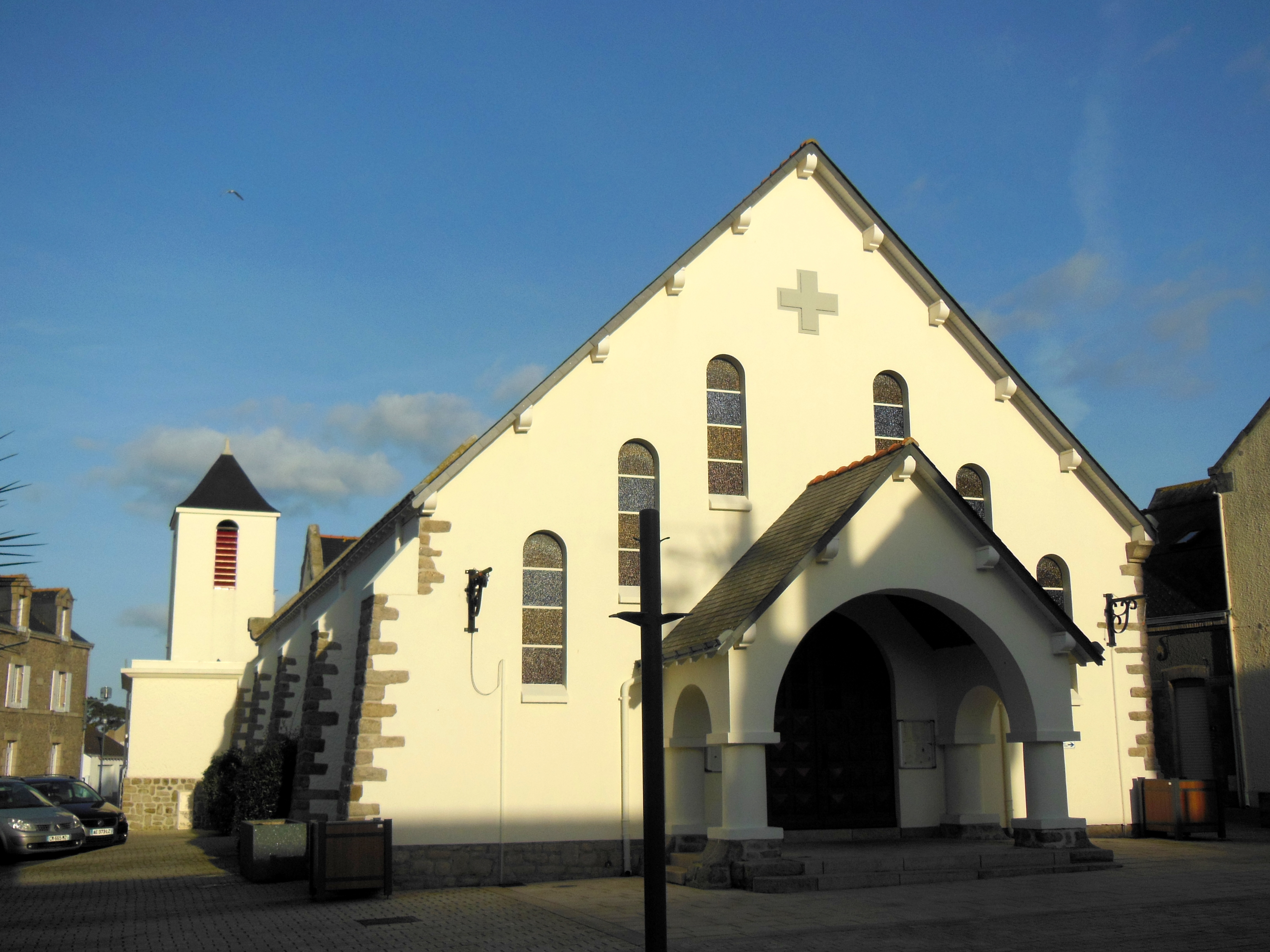
港に近いサンタンヌ教会
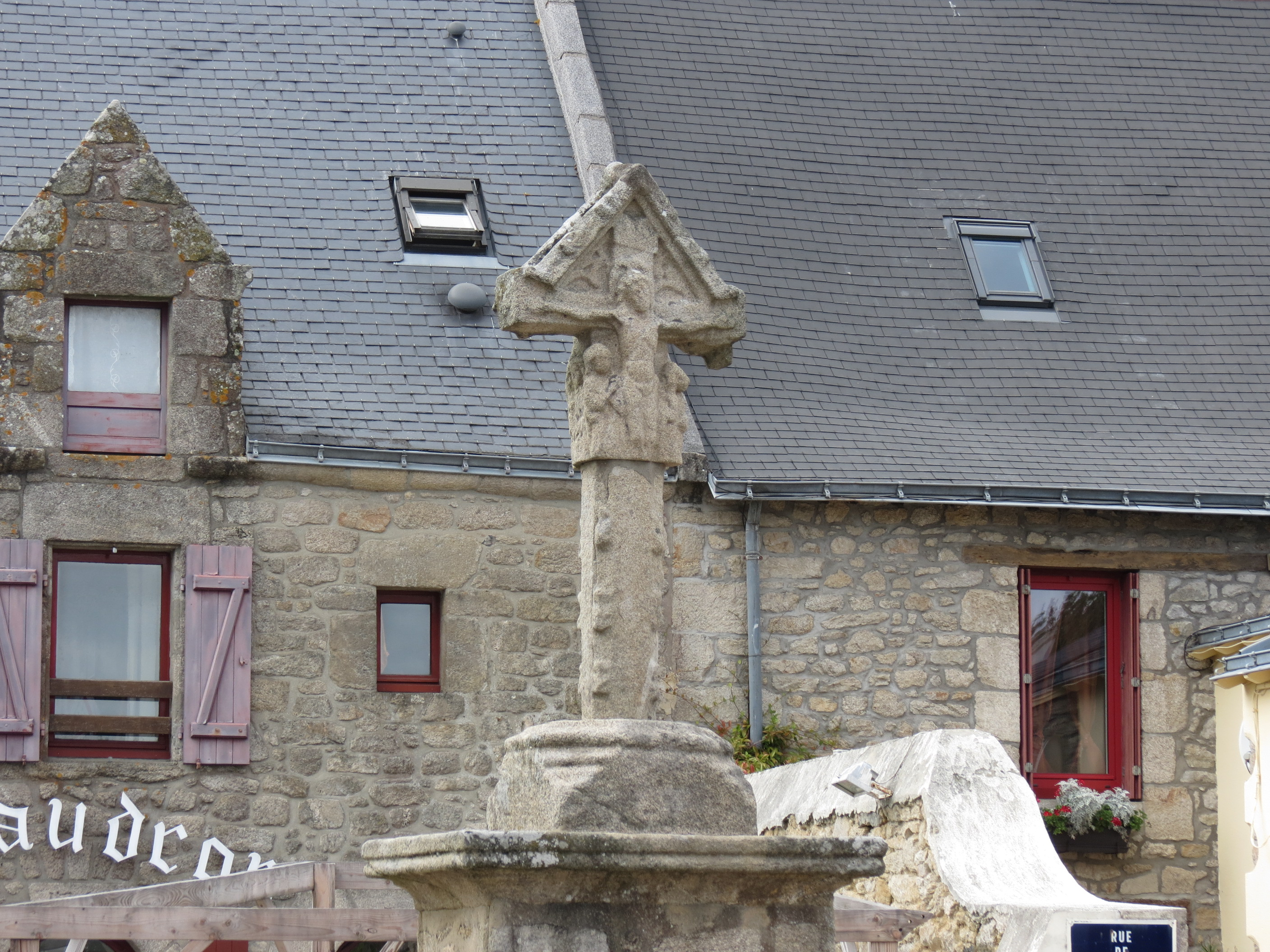
ブロガールの十字架
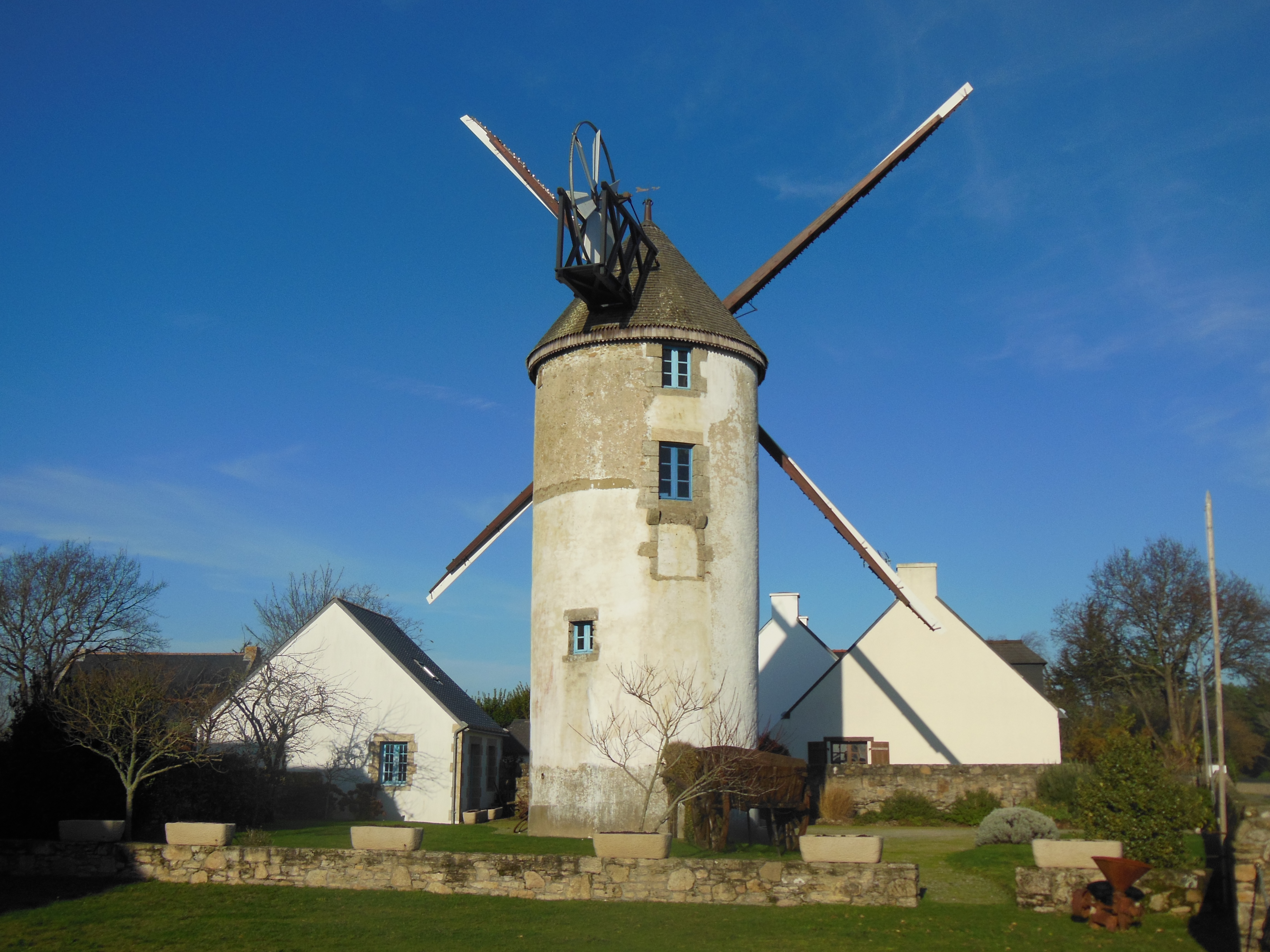
ケルブルエの風車

17世紀の終わりまで、ラ・テュルバルと集落の住民たちは、悪路で状態の悪い道を歩いて2リーグ離れたゲランドの教会まで通っていた。洗礼のため教会へ向かう途中、乳児の死亡につながった事例が報告されている。1698年、住民の要求により、ノートルダム・ド・ラ・ミゼリコルド礼拝堂がトレカランの丘の中腹に建てられた。
ケルブルエの風車が建設されたのは1746年である。革命まで、ゲランド、ラ・テュルバルはブルターニュ州のナント伯領に属していた。1790年に県が創設されると、ゲランドはロワール＝アンフェリウール県のコミューンとなった。
19世紀初頭まで、ラ・テュルバルはゲランドの海の出入り口で、町に魚を供給していた。1825年、ピエール・ジョゼフ・コランはナントに世界初の缶詰工場を設立した。彼は、スズで作った缶の中にオイル漬けにしたイワシをきっちり詰める構想を持っていた。彼はオイル漬けイワシの缶詰の技術を確立したのである。ナントはこの工場に供給するため、てきぱきとイワシを輸送した。最古のイワシの保存缶詰は、このようにラ・テュルバルを巻き込んだ。世界はこの小さなラ・テュルバル港を世界で最初のイワシ缶詰の地とは認識していないだろう。
1830年代からは、ラ・テュルバルに直接つくられた缶詰工場が漁業と経済活動を沸騰させ、その結果人口を増加させた。ちらほらと灯りがともっている古い集落は活気ある漁港、そして、船員、漁師、農家、日雇い労働者、湿地と塩田の労働者からなる小さな町となった。村は、港湾地帯に線状に住宅が並ぶ姿に変わり、町のはずれを缶詰工場が占めていた。
缶詰業界の勃興で、運搬用の道路建設が不可欠となった。1838年、ラ・テュルバルとジュイニェ間の主要道が開通した。ゲランドから管理監督されることと信仰の依存から脱却する必要性が感じられるようになった。
1847年10月、国王ルイ・フィリップは、トレカランに新たな教区を設置するようサン＝クルーの政府に命じた。
1937年、港湾地区にサンタンヌ教会が建設された。
第二次世界大戦中、大西洋の壁を構成する掩体壕が海岸沿いに数多く建設された。他に二つの防衛線が町に広がっていた。占領軍はトレカランの町の住民の避難を手配し、教会の塔のてっぺんに監視所をもうけ、降伏するまで耐えしのいだ。
1942年、爆弾が町に投下された。しかしこれはイギリス軍の間違いであったとみなされている。幸い、死傷者は報告されなかった。
第二次世界大戦末期、サン・ナゼール・ポケット（fr）に立てこもるドイツ軍のために、フランス占領がラ・テュルバルを含むロワール川河口全ての領域において、本土が解放されてからもなお9ヶ月あまり続いていた。サン・ナゼール・ポケットの実効的な降伏は、本国ドイツの降伏から3日後であった。

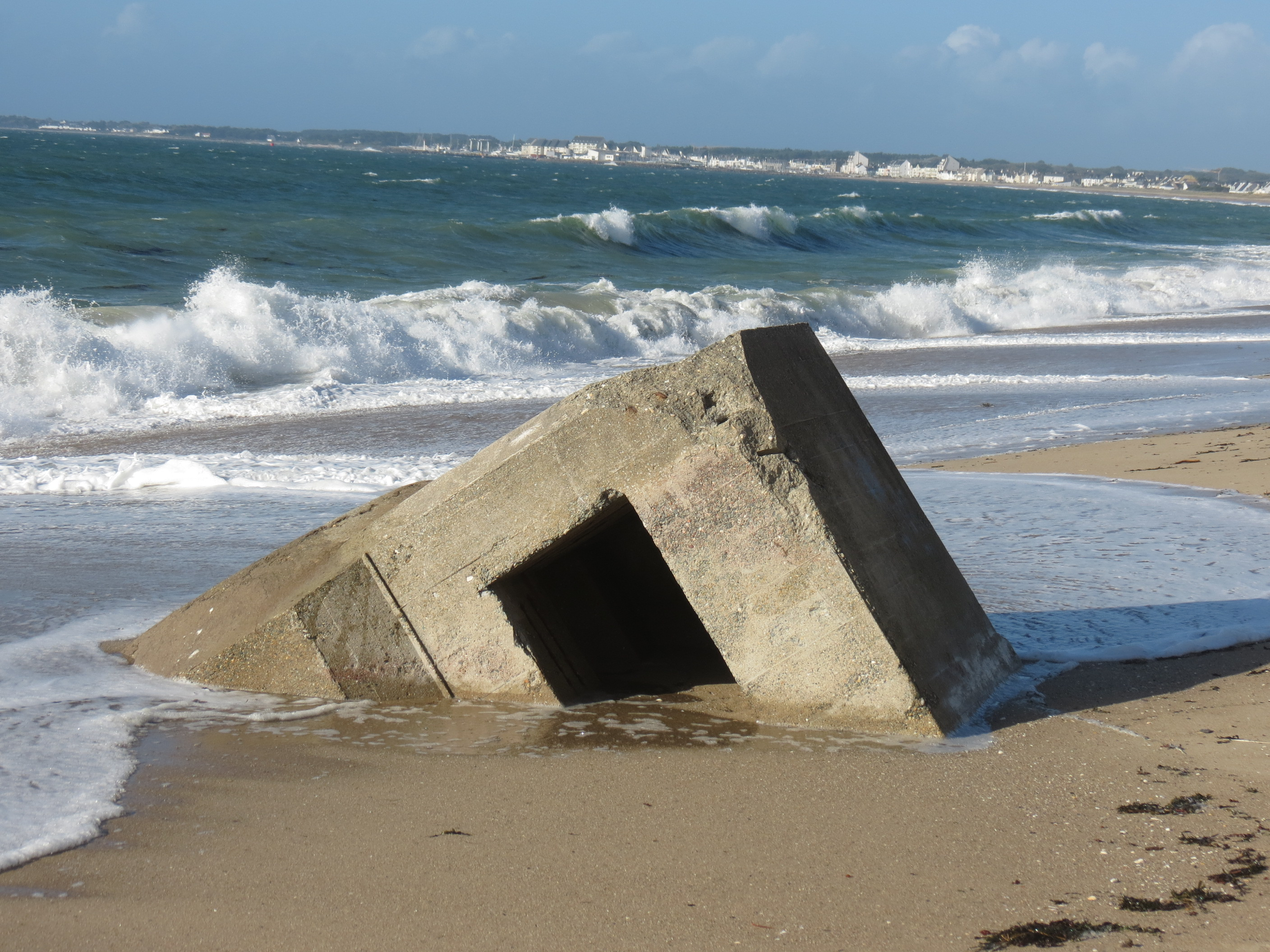
ドイツ軍の消防署跡
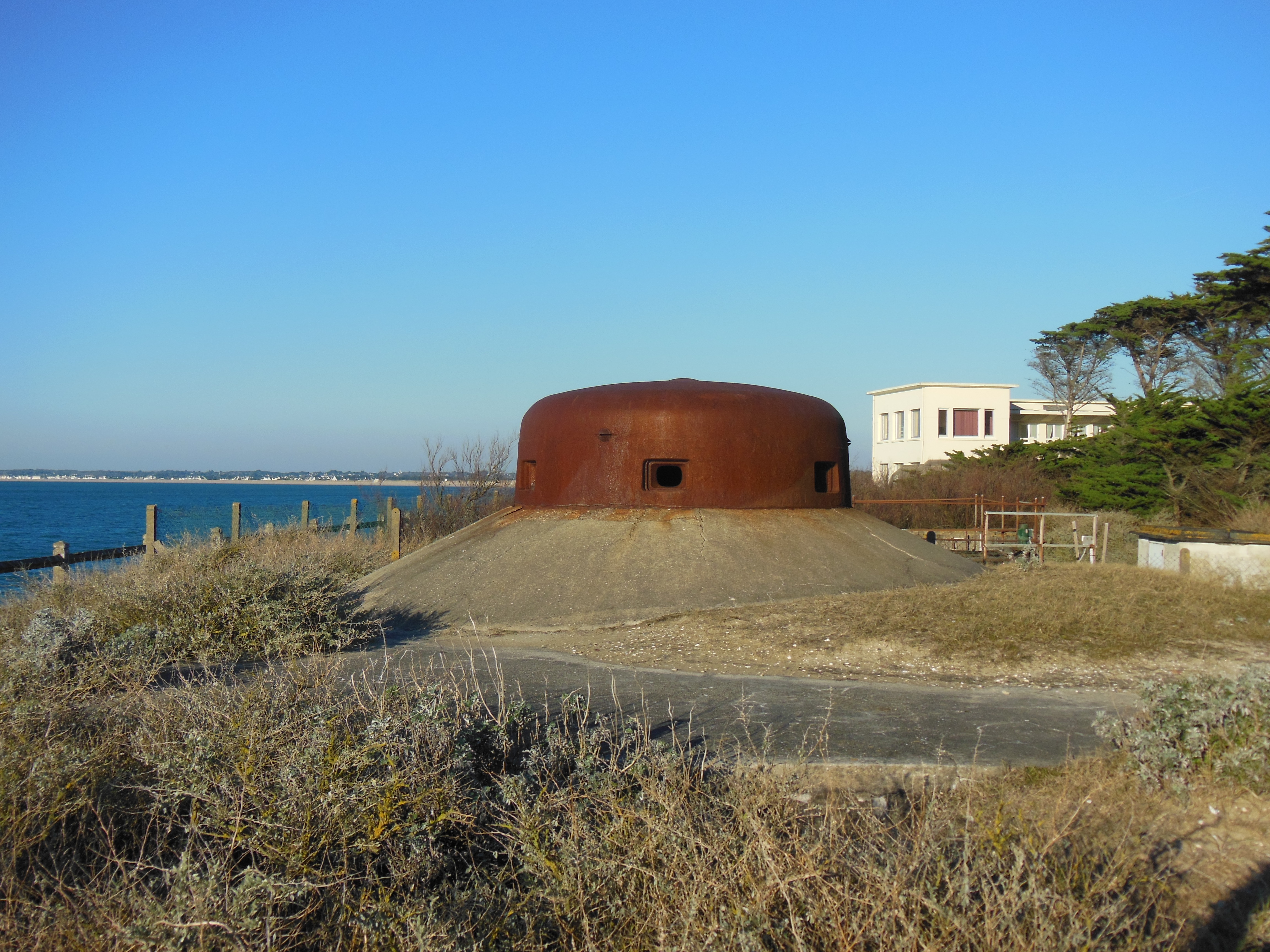
ペン・ブロンに残るドイツ軍の機銃用塹壕
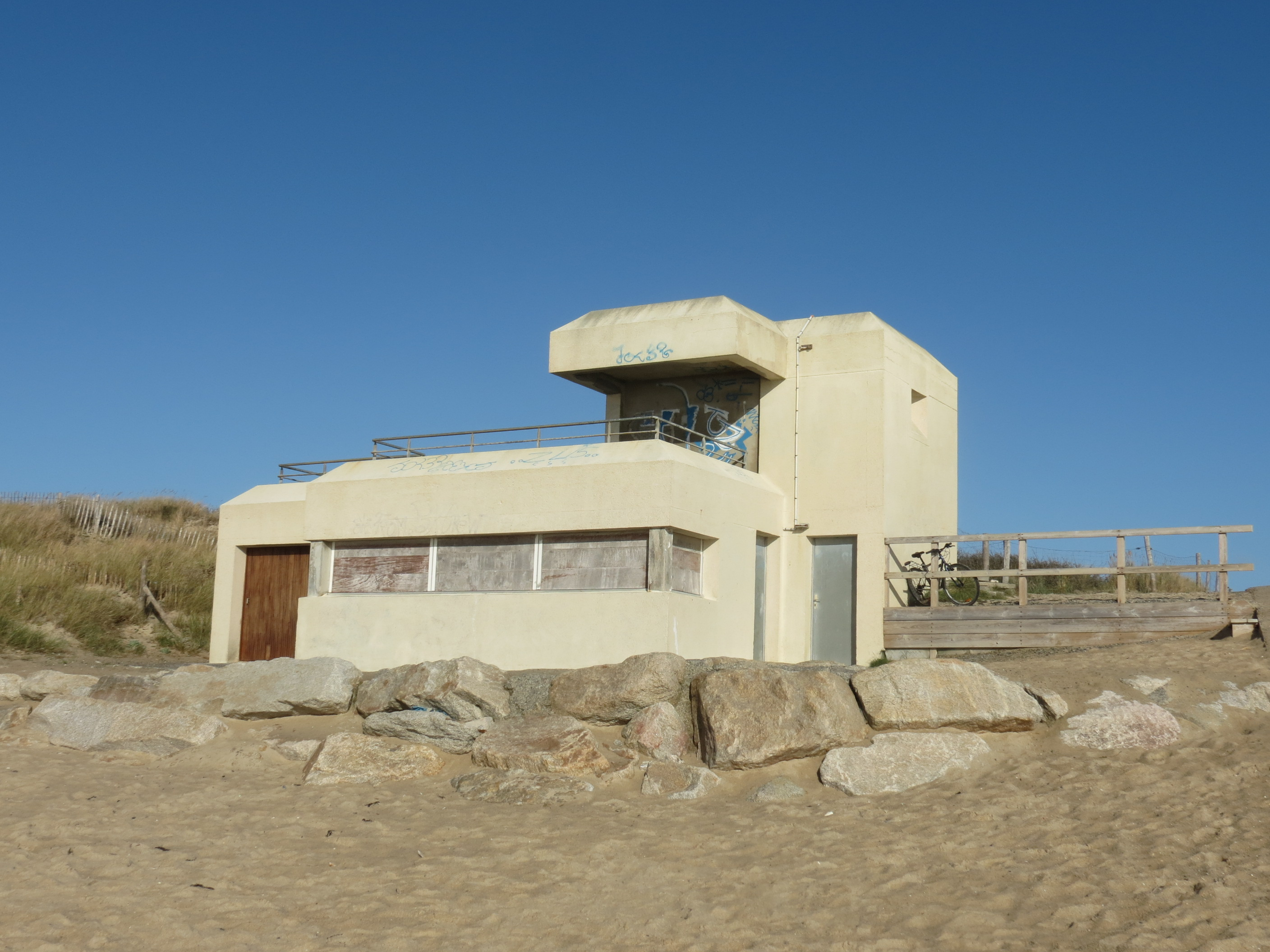
夏に海水浴の監視所として利用される元掩体壕
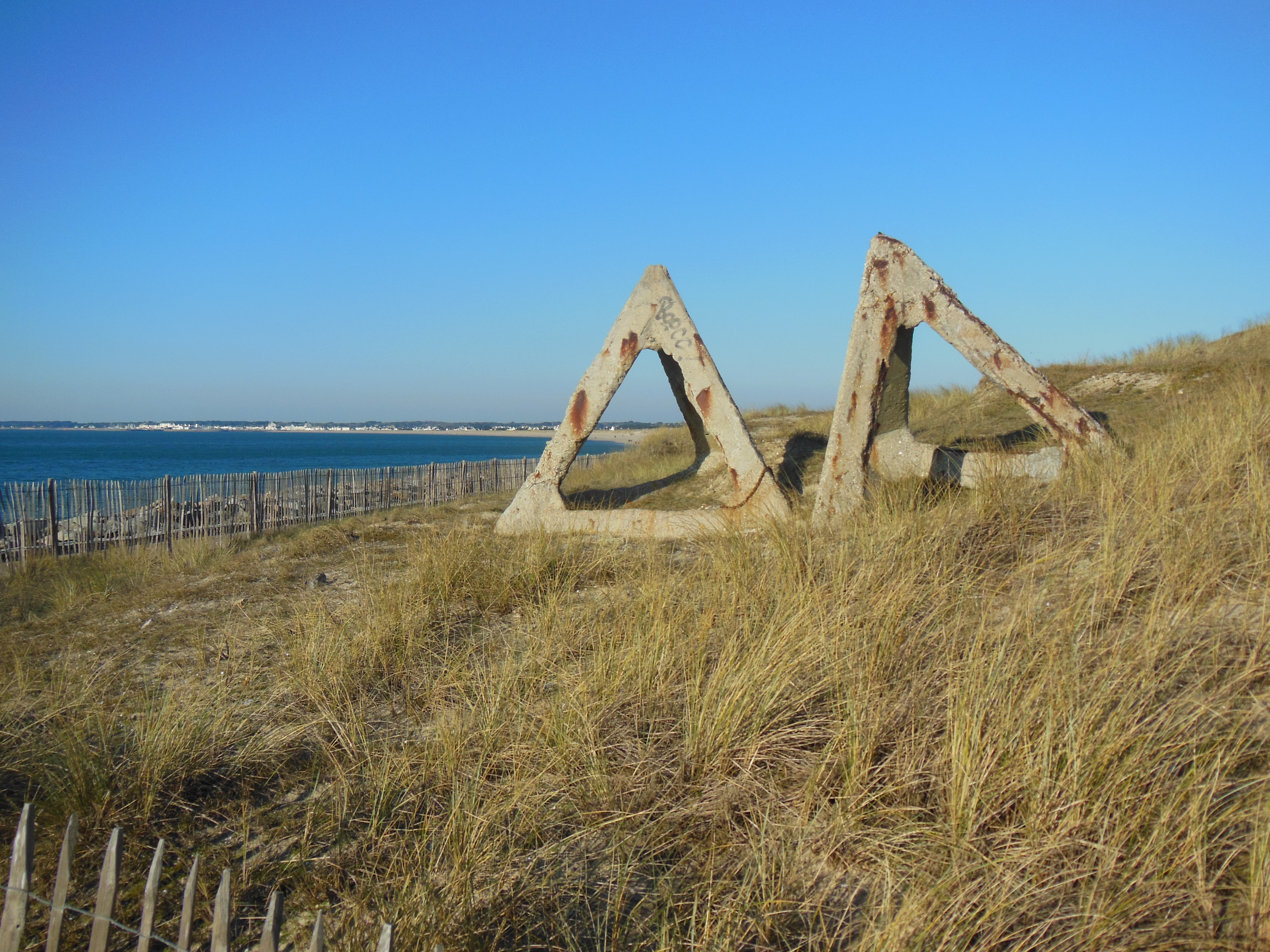
ペン・ブロンに残るドイツ軍のテトラポット

## 人口統計
1865年、ゲランドから分離してラ・テュルバルは新たにコミューンとなった。
| 1962年 | 1968年 | 1975年 | 1982年 | 1990年 | 1999年 | 2006年 | 2011年 |
| ------ | ------ | ------ | ------ | ------ | ------ | ------ | ------ |
| 2542   | 2716   | 2959   | 3120   | 3587   | 4042   | 4341   | 4554   |

参照元:1999年までEHESS、2004年以降INSEE

## 経済
ラ・テュルバル港は、81隻のトロール船が母港とし、トン数でフランス国内第8位の、ペイ・ド・ラ・ロワール地域圏第1の漁港である。カタクチイワシ（年間7000トン）とイワシ水揚げでは、フランスの大西洋岸第1の漁港である。そのために毎年7月には『イワシ祭』（fête de la sardine）が行われるほどである。
漁業では、300人もの専門労働者が働いている。トロール船での漁は年間を通じて行われ、イワシとカタクチイワシは春から秋にかけて漁が行われている。上記の時期以外には、バス、メルルーサ、ヨーロッパヘダイ、コウイカ、時にはマグロも水揚げされる。競りは月曜日から金曜日まで朝6時から鮮魚センターで行われている。2011年以来、ラ・テュルバルとル・クロワジックの港は、県がコミューンとの共同管理を主導的に行っている場合でも、どちらの港でも競りは保護されるが、技術的な手法は共有される。

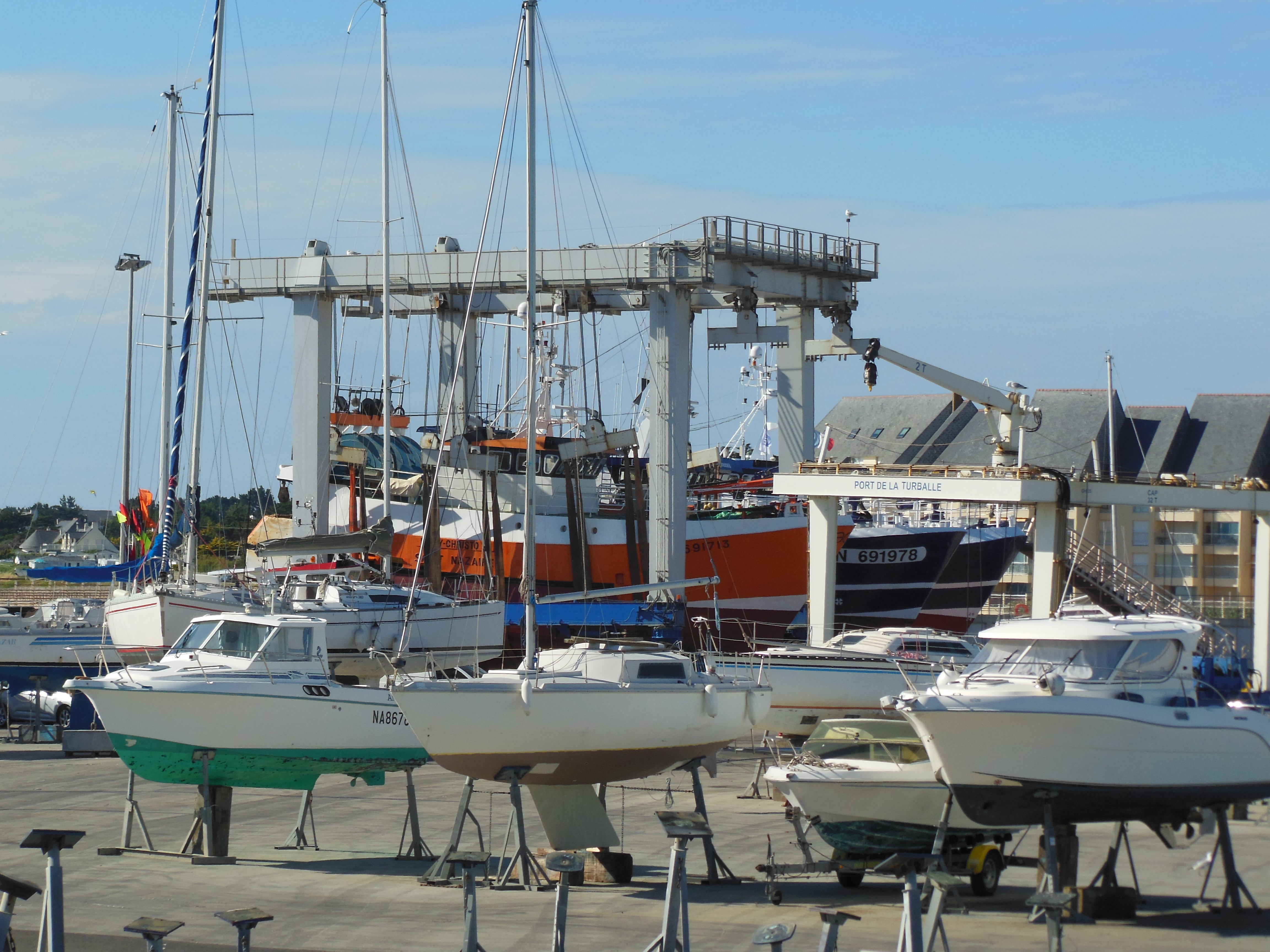
船底掃除中の船
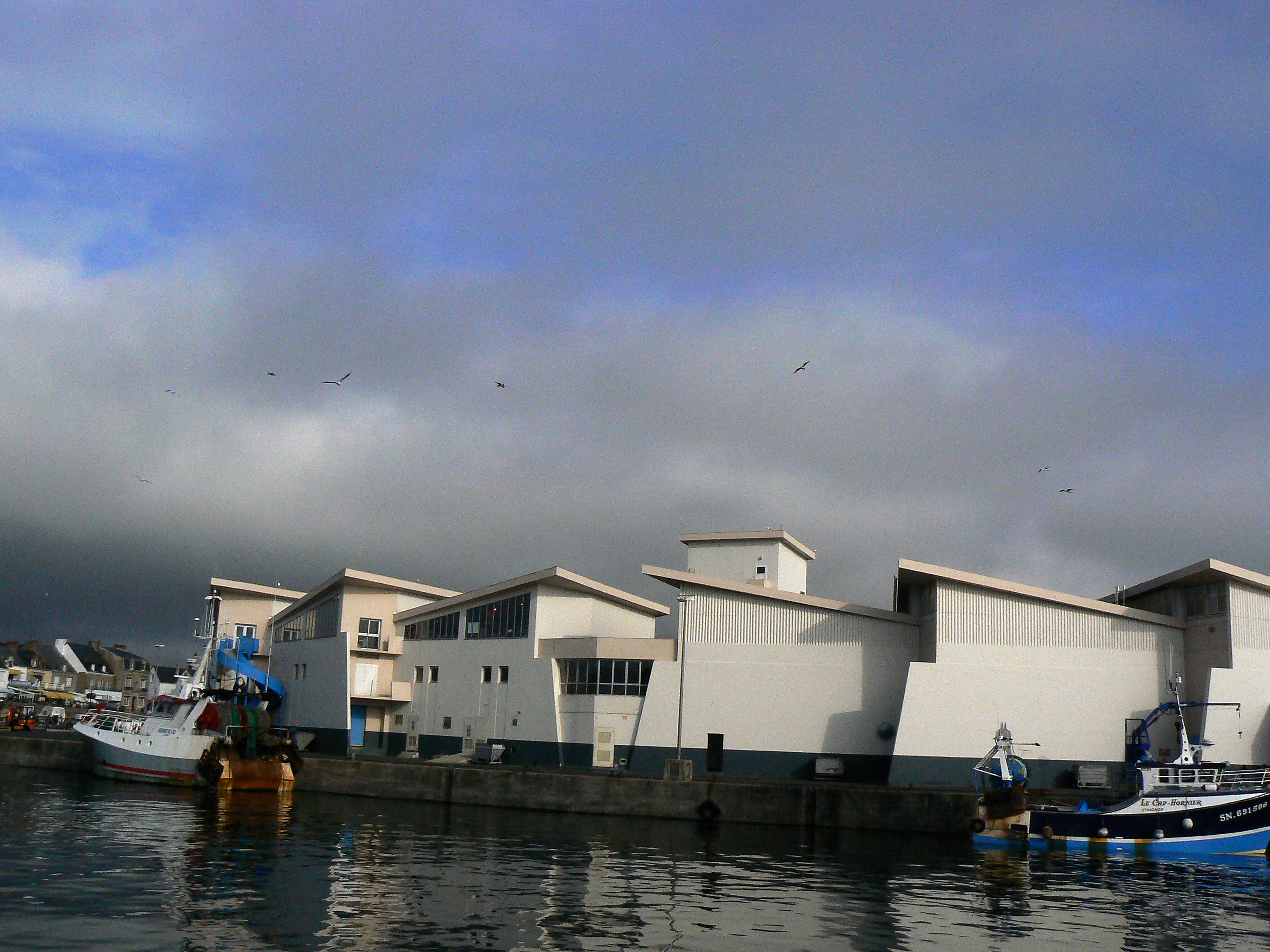
漁港の競りが行われる場所

コミューンには、8ヘクタールの面積に、主として海に関連する機関や、工業製品を主体とする42社が進出した工業地帯がある。ラ・テュルバルには160以上の企業が基盤をおき、貿易、運輸、サービス業など様々な分野を提供している。
ラ・テュルバルはコート・ダムール海岸とゲランド半島に位置するリゾート地でもある。サイクリング・ルートであるヴェロセアンが町を横切る。ラ・テュルバルの3箇所の海水浴場はブルー・フラッグ・ビーチ（en）としておよそ10kmが認定されている。マリーナでは340隻から350隻が停泊でき、訪問者用に30隻が用意されている。

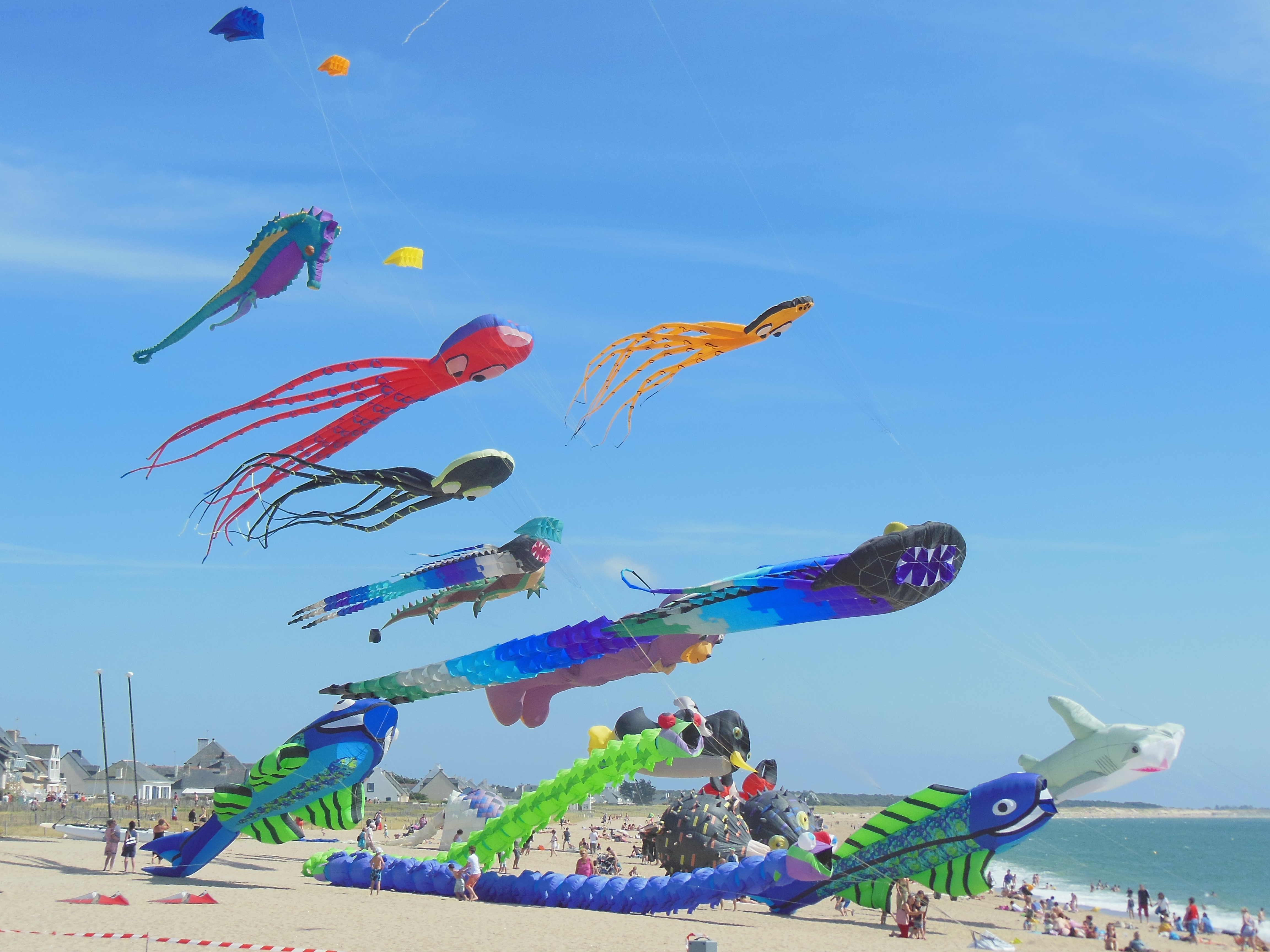
ブルトン海岸で行われた凧祭り
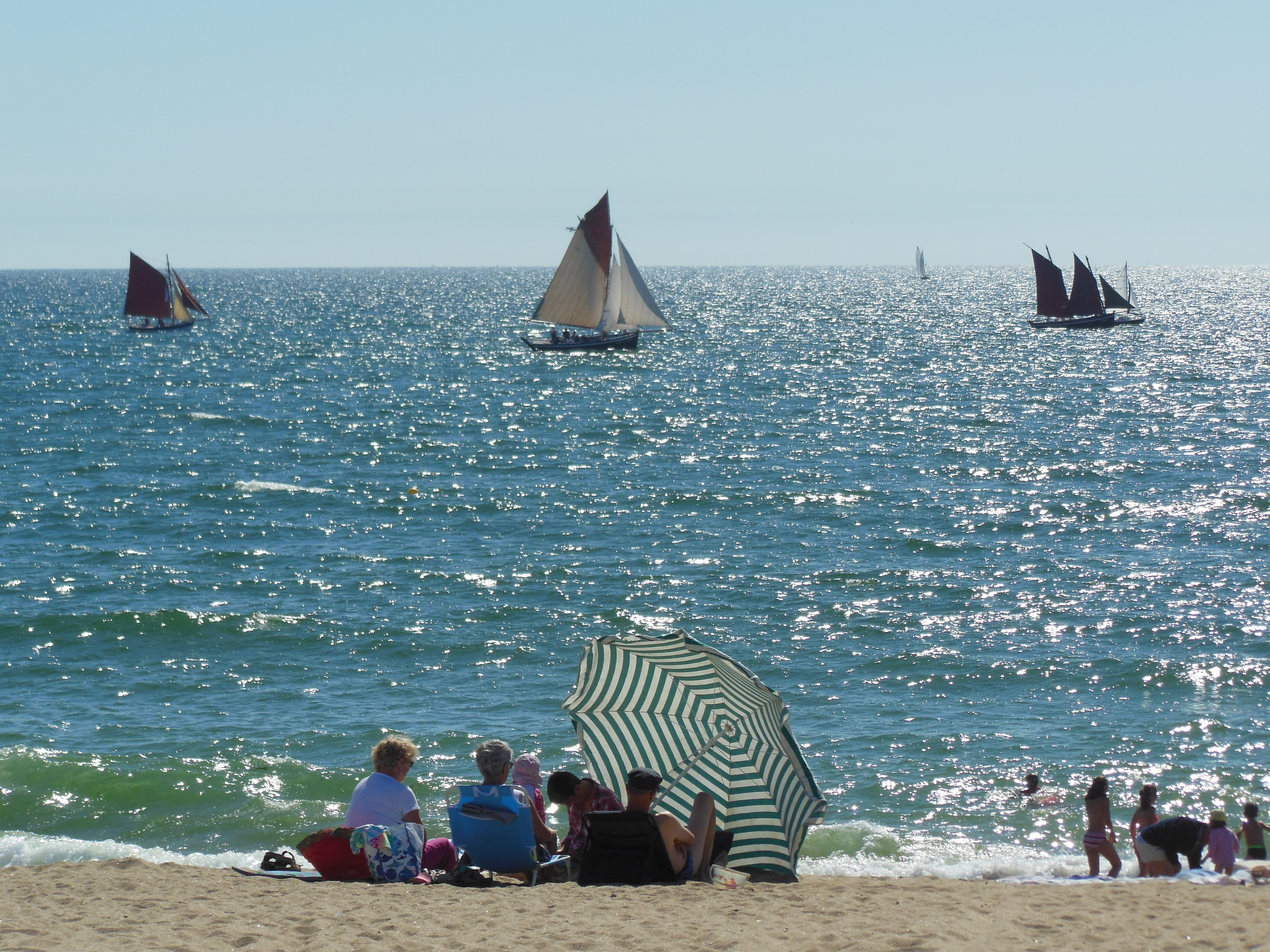
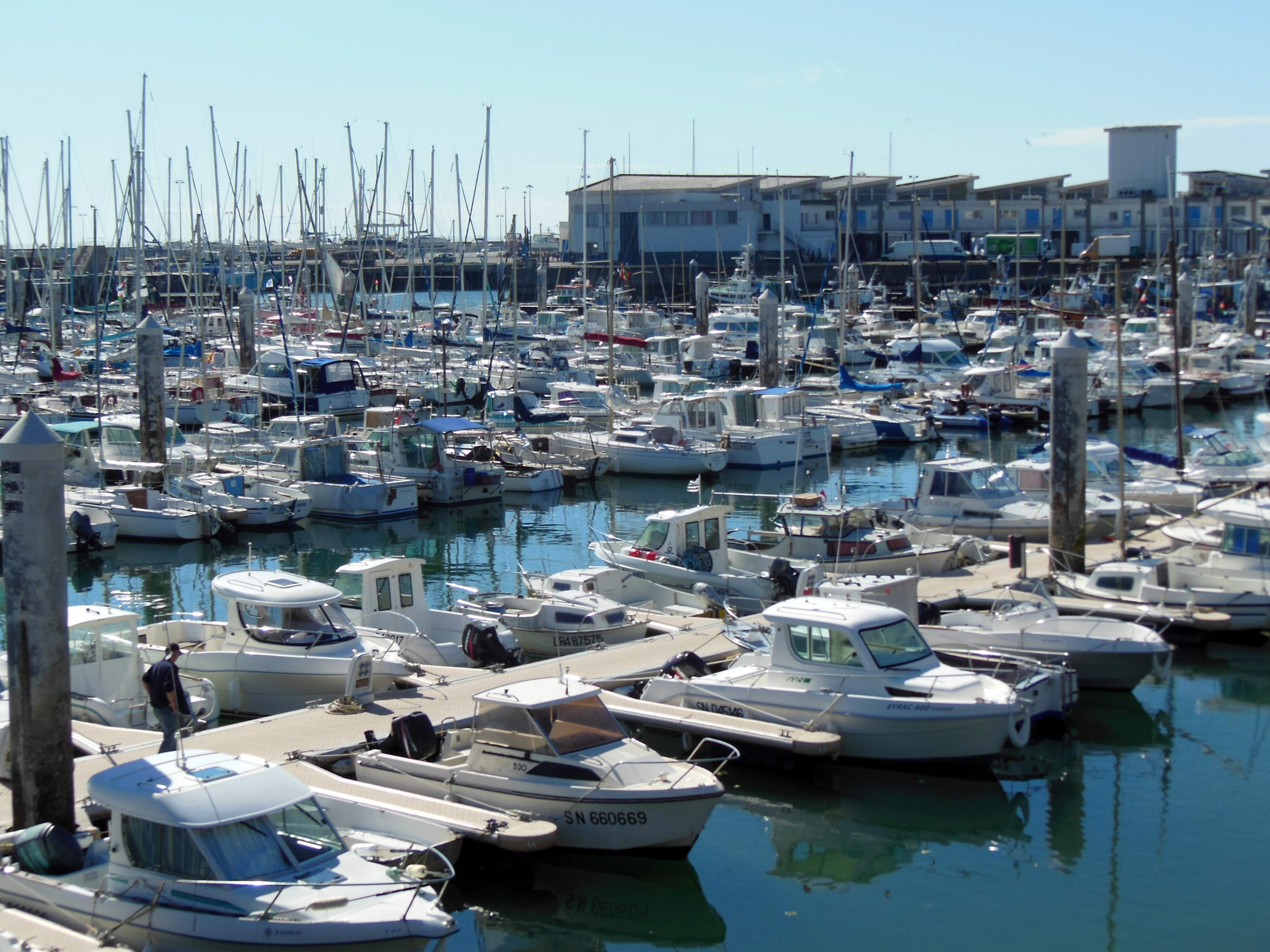
マリーナ
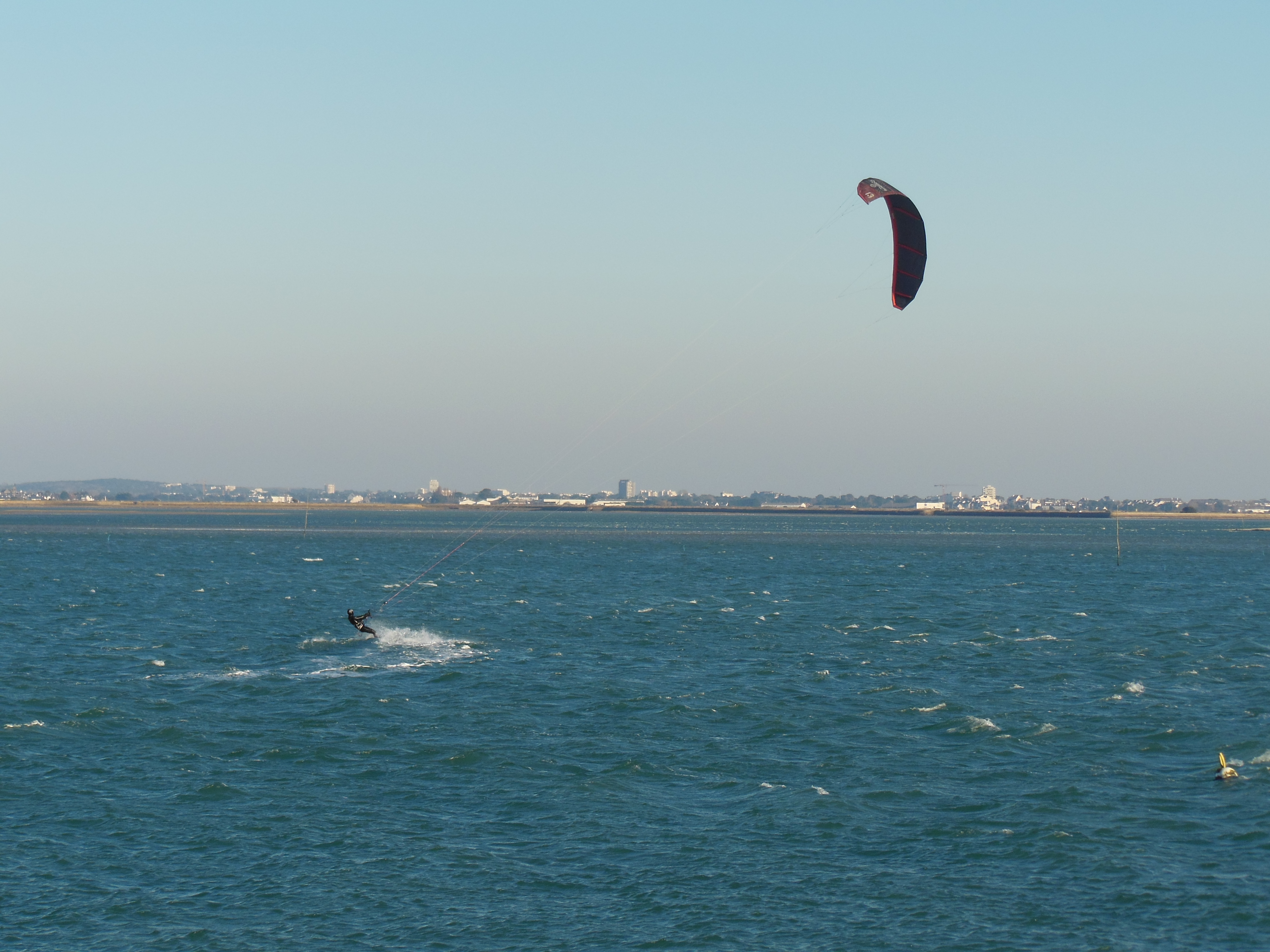
トレ・デュ・クロワジック沖合で行われるカイトサーフィン

## 言語
6世紀後半から、ラ・テュルバルではブルトン語が話されてきた。トレカランでのブルトン語話者の減少は、既に17世紀半ばには十分に進行していた。ブルトン語はついに18世紀に、ガロ語とフランス語の話者が勝り、消滅してしまった。

## 姉妹都市
- ビュサン、フランス